# The Confessions Tour
The Confessions Tour è il secondo album dal vivo della cantautrice statunitense Madonna, pubblicato il 26 gennaio 2007.

## Descrizione
Registrato durante la sua tournée di successo del 2006, il Confessions Tour, il disco è pubblicato insieme al DVD The Confessions Tour, diretto da Jonas Åkerlund, che contiene l'intero concerto.
L'album contiene 13 tracce tratte dal tour: con le canzoni più rappresentative dell'album Confessions on a Dance Floor. È stata inserita anche la canzone Erotica nell'inedita versione del suo demo originale intitolata You Thrill Me. Il brano Music è nella versione Music Inferno con un campionamento della celebre Disco Inferno, citazione alla colonna sonora de La febbre del sabato sera. Non manca la celebre Hung Up in un mash-up con Lucky Star, ma furono, tuttavia, tralasciate alcune importanti tracce come Live to Tell, che suscitò un grave scandalo per averla interpretata da crocifissa, o la ballata elettronica, in questo caso acustica, Drowned World / Substitute for Love, in cui la cantante critica il mondo in cui è immersa, ovvero quello della fama.
Il CD+DVD è uscito in Italia il 26 gennaio 2007, in Europa, UK e resto del Mondo il 29 gennaio, negli Stati Uniti il 30 gennaio e in Australia il 5 febbraio.
Il video del concerto Confession Tour ha vinto il Grammy Award come miglior lungometraggio musicale nel 2008.
È considerato uno dei migliori lungometraggi musicali della storia.

## Tracce

### CD
1. Future Lovers – 4:36 (Madonna, Shep Pettibone)
2. Like a Virgin – 4:13 (Tom Kelly, Billy Steinberg)
3. Jump – 4:53 (Madonna, Stuart Price, Joe Henry)
4. Confessions (Interlude) – 3:53 (Madonna, Patrick Leonard, Daniel "Cloud" Campos, Sofia Boutella, Leroy "Hypnosis" Barnes)
5. Isaac – 6:45 (Madonna, Stuart Price)
6. Sorry – 5:03 (Madonna, Stuart Price)
7. Sorry (PSB remix) (Interlude) – 3:44 (Madonna, Stuart Price)
8. I Love New York – 5:36 (Madonna, Stuart Price)
9. Let It Will Be – 4:05 (Madonna, Stuart Price, Mirwais Ahmadzaï)
10. Music Inferno – 7:41 (Madonna, Mirwais Ahmadzaï / Leroy Green, Tyrone Kersey)
11. Erotica – 4:55 (Madonna, Shep Pettibone, Anthony Shimkin)
12. Lucky Star – 3:50 (Madonna)
13. Hung Up – 9:50 (Madonna, Stuart Price, Benny Andersson, Björn Ulvaeus)

Tracce bonus dell'edizione iTunes
1. Get Together – 5:22 (Madonna, Stuart Price, Anders Bagge, Peer Astrom)
2. Ray of Light – 6:12 (Madonna, William Orbit, Clive Muldoon, Dave Curtis, Christine Leach)

### DVD
1. Future Lovers – 8:04 (Madonna, Shep Pettibone)
2. Get Together – 5:19 (Madonna, Stuart Price, Anders Bagge, Peer Astrom)
3. Like a Virgin – 4:08 (Tom Kelly, Billy Steinberg)
4. Jump – 4:55 (Madonna, Stuart Price, Joe Henry)
5. Confessions (Interlude) – 3:56 (Madonna, Patrick Leonard, Daniel "Cloud" Campos, Sofia Boutella, Leroy "Hypnosis" Barnes)
6. Live to Tell – 5:10 (Madonna, Patrick Leonard)
7. Forbidden Love – 4:24 (Madonna, Stuart Price)
8. Isaac – 6:45 (Madonna, Stuart Price)
9. Sorry – 5:02 (Madonna, Stuart Price)
10. Like It or Not – 4:51 (Madonna, Christian Karlsson, Pontus Winnberg, Henrik Jonback)
11. Sorry (PSB remix) (Interlude) – 3:37 (Madonna, Stuart Price)
12. I Love New York – 5:43 (Madonna, Stuart Price)
13. Ray of Light – 6:26 (Madonna, William Orbit, Clive Muldoon, Dave Curtis, Christine Leach)
14. Let It Will Be – 7:32 (Madonna, Mirwais Ahmadzaï, Stuart Price,)
15. Drowned World/Substitute for Love – 5:00 (Madonna, William Orbit, Rod McKuen, Anita Kerr, David Collins)
16. Paradise (Not for Me) – 5:05 (Madonna, Mirwais Ahmadzaï)
17. Music Inferno – 7:49 (Madonna, Mirwais Ahmadzaï / Leroy Green, Tyrone Kersey)
18. Erotica – 4:47 (Madonna, Shep Pettibone, Anthony Shimkin)
19. La Isla Bonita – 5:02 (Madonna, Patrick Leonard, Bruce Gaitsch)
20. Lucky Star – 4:36 (Madonna)
21. Hung Up – 9:24 (Madonna, Stuart Price, Benny Andersson, Björn Ulvaeus)
22. Crediti – 3:31

Contenuti Extra
1. Behind The Scenes
2. Je Suis L'Art
3. They're Naughty Children
4. Rollerskating
5. Photo Gallery

Altre informazioni
- Tempo totale concerto: 2 h e 1 min
- Tempo totale Bonus: 12 min 19 s
- Photo gallery: 15 foto
- Tempo totale DVD: 2 h 13 min 19 s

## Classifiche

### Classifiche settimanali
| Classifica (2007) | Posizione massima |
| ----------------- | ----------------- |
| Belgio (Vallonia) | 1                 |
| Italia            | 1                 |
| Spagna            | 1                 |
| Portogallo        | 1                 |
| Svizzera          | 2                 |
| Francia           | 2                 |
| Paesi Bassi       | 2                 |
| Germania          | 2                 |
| Belgio (Fiandre)  | 3                 |
| Finlandia         | 5                 |
| Danimarca         | 5                 |
| Polonia           | 5                 |
| Regno Unito       | 7                 |
| Svezia            | 8                 |
| Irlanda           | 10                |
| Norvegia          | 15                |
| Stati Uniti       | 15                |
| Messico           | 16                |
| Nuova Zelanda     | 23                |

### Classifiche di fine anno
| Classifica (2007) | Posizione |
| ----------------- | --------- |
| Italia            | 32        |